# Argyrodes scapulatus
Argyrodes scapulatus är en spindelart som beskrevs av Schmidt och Piepho 1994. Argyrodes scapulatus ingår i släktet Argyrodes och familjen klotspindlar. Inga underarter finns listade i Catalogue of Life.